# Мюльфиртельская охота на зайцев
Мюльфиртельская охота на зайцев (нем. Mühlviertler Hasenjagd) — военное преступление, совершенное нацистами в феврале 1945 года, в ходе которого подразделения СС, вермахта, гитлерюгенда с помощью местного населения преследовали и зверски убили 410 советских военнопленных, бежавших из концлагеря Маутхаузен в регионе Мюльфиртель в Австрии. Сам факт такого массового побега и то, что некоторые из беглецов так и не были найдены, был единственным в истории этого концлагеря.
В документах СС эта охота на людей цинично называлась «Mühlviertler Hasenjagd», что дословно переводится с немецкого как «Охота на зайцев в округе Мюльфиртель» или «Мюльфиртельская охота на зайцев».

## История
В ночь (при −8 °C) с 1 на 2 февраля 1945 года из барака № 20 (Блок смерти) немецкого концлагеря Маутхаузен был совершён массовый побег, в котором участвовало около 500 человек, в основном советские пленные офицеры. Побег был запланирован на ночь с 28 на 29 января. Однако он не состоялся по той причине, что 27 января эсэсовцы отобрали и увели 25 наиболее физически крепких человек, в том числе и несколько руководителей побега (Николай Власов, Александр Исупов, Кирилл Чубченков). Назавтра их товарищи узнали, что уведённых сожгли живьём в крематории.
Побег был хорошо организован. В тот момент, когда одна часть заключённых забросала две охранные вышки различными предметами (барачными огнетушителями, камнями и палками), вторая группа с помощью намоченных одеял и частей одежды закоротила электрическую проволоку, что было решающим фактором для успешного побега.
Всего из лагеря вырвалось 419 человек, но свыше 100 человек погибло уже перед концлагерем — некоторые упали от истощения, некоторые были убиты пулемётным огнём с остальных вышек. Примерно 300 заключённым удалось добежать до окрестных лесов.
В самом блоке осталось 75 совсем измождённых узников, которые не смогли больше передвигаться — их расстреляли сразу же. Большинство из 300 узников, которым удалось уйти, были обнаружены командами СС в первый же день и расстреляны на месте. На оставшихся объявили «охоту» в которой участвовали части СС, жандармерия, вермахт, фольксштурм, гитлерюгенд и местные жители.
В течение нескольких недель почти все были застрелены или схвачены (живыми были пойманы 57 человек). В документальном фильме «Акция К» (1994) содержатся свидетельства очевидцев, которые утверждают, что это была не совсем нормальная «охота» с ружьями «как на зверя», поскольку многих беглецов, особенно пойманных живыми, не расстреливали, а забивали насмерть подручными средствами самым жестоким образом.
Как свидетельствуют документы из архива Маутхаузена:

«Трупы остались лежать там, где людей убили. Кишки и половые органы были выставлены на всеобщее обозрение… В Лем-вилла жил некий фермер, жена которого услышала вечером шорох в хлеву для коз. Она привела своего мужа, который вытащил беглеца из его укрытия. Фермер сразу же ударил этого человека ножом в шею и из раны хлынула кровь. Жена фермера прыгнула к умирающему и дала ему ещё пощечину перед смертью…» 
В документах архива содержатся описания ещё целого ряда зверств местного населения над беззащитными узниками.
Известно только об 11 советских офицерах, которых, несмотря на огромную опасность, спрятали несколько местных крестьян и остарбайтеров. Они дождались прихода американской армии и остались живы.

## Расследование
В 1948 году в Вене и Линце проходили судебные расследования по поводу этого преступления. Результаты неизвестны.

## Память
— Русские средь бела дня постучались к нам в дверь, — рассказывает дочь Марии, 84-летняя Анна Хакль, которой на момент событий было 14 лет. — Попросили дать им поесть. Я спрашивала после: почему пленные осмелились зайти в наш дом, когда все люди вокруг просто обезумели? Они ответили: «Мы заглянули в окно, у вас на стене нет портрета Гитлера». Мать сказала отцу: «Давай поможем этим людям». Папа испугался: «Ты что, Мария! Соседи и друзья донесут на нас!» Мама ответила: «Быть может, тогда Бог оставит в живых наших сыновей»…

…Ранним утром 5 мая 1945 г. к нам на хутор пришли американские войска, и части фольксштурма разбежались. Мама надела белое платье, поднялась на чердак и сказала русским: «Дети мои, вы едете домой». И заплакала.
Подвигу восстания советских военнопленных, содержавшихся в «блоке смерти», посвящена документальная повесть Ивана Фёдоровича Ходыкина «Живые не сдаются» (впервые издана в 1965), которая написана на основе воспоминаний нескольких выживших после этого восстания и массового побега. В повести описываются условия содержания, подготовка к восстанию «изнутри», ход восстания, последующий побег и то, как выжившим удалось добраться до советской стороны.
Событиям посвящён роман австрийской писательницы Элизабет Райхарт «Февральские тени» (1984, многократно переиздан, переведён на английский язык).
Подвигу семьи Лангталер, укрывавшей двух бежавших из концлагеря Маутхаузен советских военнопленных, посвящена книга австрийского журналиста Вальтера Коля «Тебя тоже ждёт мать» (Auch auf dich wartet eine Mutter).
По событиям был снят австро-немецкий фильм режиссёра Андреаса Грубера «Охота на зайцев» (Hasenjagd — Vor lauter Feigheit gibt es kein Erbarmen), вышедший в свет в 1994 году, к 50-летию окончания Второй мировой войны, ставший самым кассовым (около 123 000 просмотров) фильмом 1994—1995 годов в Австрии. Одновременно был снят документальный фильм «Акция К» (режиссёр Бернхард Бамбергер), который показал реакцию местных жителей на снятие художественного фильма и дал возможность жившим тогда свидетелям сказать своё мнение о тех событиях. В 1994 году фильм получил в Австрии Большую премию, многократно транслировался на немецко-говорящей территории Западной Европы.
По инициативе Социалистической молодёжи Австрии (крупнейшая молодёжная социал-демократическая организация) в мае 2001 года в общине Рид-ин-дер-Ридмарк в исторической области Ридмарк, была установлена памятная стела об этой трагедии.

## Выжившие
Одни из выживших — Михаил Рыбчинский и Николай Цемкало. Своей второй жизнью они обязаны семье Лангталеров, которые укрывали их вплоть до 5 мая, при этом рискуя своими жизнями, так как СС даже 2 мая 1945 на территории Верхней Австрии проводило аресты местного населения по обвинению в измене.
Николай и Михаил вернулись в СССР, и контакт с ними прервался на долгие годы. А в 1964 году советский дипломат в Вене случайно услышал эту историю от одного австрийца, отыскал обоих в СССР и организовал приезд Николая и Михаила в Австрию — к Марии и Йоганну, которые подарили им жизнь во второй раз. Михаил Рыбчинский стал директором треста столовых в Киеве. Он женился, вырастил дочь, стал дедом. Умер в 2008 году на 93-м году жизни. Николай Цемкало работал в Днепропетровске инженером. Он дожил до 2001 года, умер на 79-м году.
У семьи Лангталеров на фронте было четверо сыновей, и все они вернулись живыми. Кто-то сразу в 1945 году, а кто-то после нескольких лет плена.